# ستيفوند جونسون
ستيفوند جونسون (بالإنجليزية: Steffond Johnson)‏ مواليد 4 نوفمبر 1962 في لونغفيو، هو لاعب كرة سلة أمريكي معتزل. بدأ مسيرته الاحترافية في سنة 1986. تم اختياره من قبل فريق لوس أنجلوس كليبرز خلال الدرافت. حمل الرقم 31. يبلغ طوله 6 قدم 8 بوصة (2.0 م). اعتزل اللعب في 1995.

## روابط خارجية
- ستيفوند جونسون على موقع إن بي أي (الإنجليزية)
- ستيفوند جونسون على موقع سبورتس رفرنس (الإنجليزية)
- ستيفوند جونسون على موقع كلية كرة السلة في سبورتس رفرنس.كوم (الإنجليزية)
- ستيفوند جونسون على موقع ريلجم (الإنجليزية)
- ستيفوند جونسون على موقع بروبوليرز (الإنجليزية)